# Albert Mahieu
Albert Mahieu (Brussel, 16 augustus 1942 - Sint-Pieters-Woluwe, 17 januari 2011) was een Belgisch bestuurder en politicus voor Vivant.

## Levensloop
Van opleiding handelsingenieur aan de Katholieke Universiteit Leuven, werd Mahieu beroepshalve bestuurder van vennootschappen en financieel adviseur.
Hij werd politiek actief voor de partij Vivant en werd voor deze partij in 1999 in het Brussels Hoofdstedelijk Parlementslid verkozen. Deze functie bleef hij uitoefenen tot in 2004. In 2000 stapte hij echter uit de partij Vivant en zetelde hij vanaf dan als onafhankelijk parlementslid.
In 2011 overleed Mahieu nadat hij na een langdurige ziekte voor euthanasie had gekozen.